# Circuito Brasileiro de Voleibol de Praia Sub-17
Campeonato Brasileiro de Voleibol de Praia Sub-17 é o principal torneio de Vôlei de praia nacional na categoria Sub-17, também denominado como Circuito Brasileiro Banco do Brasil Sub-17 ou CBBVP SUB 17 , disputada anualmente e organizada pela Confederação Brasileira de Voleibol (CBV) e supervisionada pela Unidade de Competições Praia (UCP).

## História
A primeira edição ocorreu em ambos os gêneros na temporada de 2016 e foi vencida no masculino pela dupla Lucas Coelho e Johann Dohmann, já na variante feminina , que na época tinha nomenclatura de Sub-18 a dupla vencedora foi  Laís Schuster e Duda Girotto.
O formato da competição, como previsto no Regulamento da temporada 2016, dá-se da seguinte maneira:
- A competição com as vinte e sete Federações inscritas, tem a primeira etapa: do primeiro ao terceiro dia ocorres o Torneio Principal, sendo que no primeiro é  fase classificatória, no segundo é destinado os jogos de oitavas de final, quartas de final e semifinais e no último dia as disputas do bronze e finais.
- A competição com 16 duplas inscritas celebrada a partir da segunda etapa: o primeiro dia é destinado ao Torneio Classificatório (Torneio Qualifying), já no segundo dia ocorrem as partidas do Torneio Principal correspondente a fase de grupos e/ou quartas de final e o último dia tem-se as semifinais, finais e disputas do bronze.

O sistema de pontuação é definido da seguinte forma:
- 1º lugar (200 pontos), apenas uma Federação;
- 2º lugar (180 pontos), apenas uma Federação;
- 3º lugar (160 pontos), apenas uma Federação;
- 4º lugar (140 pontos), apenas uma Federação;
- 5º ao 8º lugares  (120 pontos) até quatro Federações;
- 9º ao 16º lugares  (100 pontos) até oito Federações;
- 17º ao 21º lugares  (80 pontos) até cinco Federações;
- 22º ao 27º lugares  (60 pontos) até seisFederações.